# 4622 Solovjova
4622 Solovjova este un asteroid din centura principală, descoperit pe 16 noiembrie 1979 de Liudmila Cernîh.